# Elephantorrhiza
Elephantorrhiza es un género de planta perteneciente a la familia de las fabáceas.  Comprende 14 especies descritas y de estas, solo 9 aceptadas.

## Taxonomía
El género fue descrito por George Bentham  y publicado en Journal of Botany, being a second series of the Botanical Miscellany 4: 344–345. 1841.

## Especies aceptadas
A continuación se brinda un listado de las especies del género Elephantorrhiza aceptadas hasta agosto de 2012, ordenadas alfabéticamente. Para cada una se indica el nombre binomial seguido del autor, abreviado según las convenciones y usos.
- Elephantorrhiza burkei Benth.
- Elephantorrhiza elephantina (Burch.) Skeels
- Elephantorrhiza goetzei (Harms) Harms
- Elephantorrhiza obliqua Burtt Davy
- Elephantorrhiza praetermissa J.H.Ross
- Elephantorrhiza rangei Harms
- Elephantorrhiza schinziana Dinter
- Elephantorrhiza suffruticosa Schinz
- Elephantorrhiza woodii E.Phillips